# Sjung, Guds folk, på pilgrimsfärden
Sjung, Guds folk, på pilgrimsfärden (Sjungen syskon under vägen) är en bearbetning av Elsa Borgs sång Sjungen, syskon, under vägen, utgiven i Fridsbasunen 1882 med musik från 1871 av William Howard Doane. Sången bearbetades 1985 av Pereric Boström (vers 1), Anders Frostenson (v. 2 och 4) och Sven Larson (v. 3).
Sången Sjungen, syskon, under vägen blev vida spridd under 1900-talet genom många psalm- och sångböcker för olika kyrkor och den finns fortfarande som n:r 574 i Segertoner 1988 under rubriken "Glädje - Tacksamhet".

## Publicerad i
- Segertoner 1988 som nr 574 under rubriken "Att leva av tro - Glädje - tacksamhet".[1]
- Psalmer och Sånger som nr 653 under rubriken "Att leva av tro - Glädje - tacksamhet".[2]
- Frälsningsarméns sångbok 1990 som nr 517 under rubriken "Lovsång, tillbedjan och tacksägelse".
- Sångboken 1998 som nr 113.

### Fotnoter
1. 1 2  Heinerborg, Karl-Erik; Lennart Jernestrand (1988). Segertoner melodisångbok. Stockholm: Förlaget Filadelfia. Libris 911558
2. 1 2   Psalmer och sånger. Örebro: Libris. 1987. Libris 7623713. ISBN 91-7214-134-4